# Peter Larsson (längdåkare)

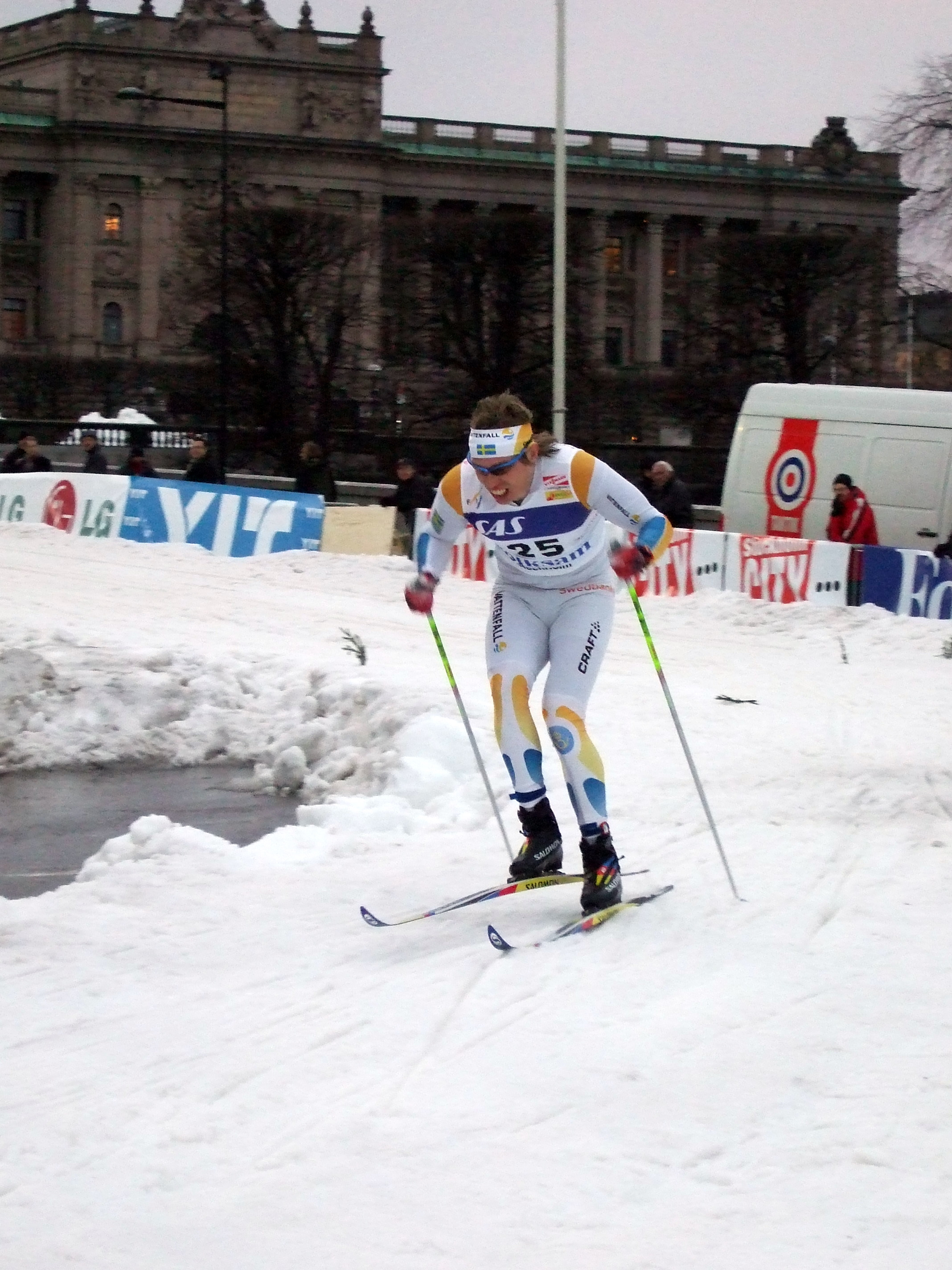
Peter Larsson.

Peter Larsson, född 10 november 1978 i Luleå, är en svensk före detta längdåkare. Efter sina sex världscupsegrar, samtliga tagna i Düsseldorf, kallades Larsson "Kungen av Düsseldorf". Skidkarriären avslutades 2009 efter skadeproblem.
Larsson deltog i olympiska vinterspelen 2002 i Salt Lake City och i olympiska vinterspelen 2006 i Turin. Den 20 november 2009 meddelade Peter Larsson att han tar över jobbet som sprinttränare för Kanadas damlag. 
Larsson har varit expertkommentator vid TV4:s skidsändningar.

## Meriter

### Världscupsdeltävlingssegrar

#### Individuellt
| Datum           | Land     | Ort        | Disciplin        |
| --------------- | -------- | ---------- | ---------------- |
| 26 oktober 2002 | Tyskland | Düsseldorf | Sprint, fri stil |
| 25 oktober 2003 | Tyskland | Düsseldorf | Sprint, fri stil |
| 23 oktober 2004 | Tyskland | Düsseldorf | Sprint, fri stil |
| 22 oktober 2005 | Tyskland | Düsseldorf | Sprint, fri stil |

#### Stafett
| Datum           | Land     | Ort        | Disciplin     |
| --------------- | -------- | ---------- | ------------- |
| 26 oktober 2003 | Tyskland | Düsseldorf | Sprintstafett |
| 28 oktober 2007 | Tyskland | Düsseldorf | Sprintstafett |